# Hauptstrasse 377
Die Hauptstrasse 377 ist eine Schweizer Hauptstrasse in der Zentralschweiz. Sie verbindet die Hauptorte der Kantone Obwalden und Nidwalden und führt weiter bis nach Seelisberg im Kanton Uri. Die Strasse dient auch als Zubringerstrecke zur Autostrasse A8 und der Autobahn A2 Basel–Luzern–Gotthard.
Mehrere Streckenabschnitte der Hauptstrasse führen durch das Gebiet der Geschützten Landschaft «Vierwaldstättersee mit Kernwald, Bürgenstock und Rigi», die im Bundesinventar der Landschaften und Naturdenkmäler von nationaler Bedeutung (BLN) verzeichnet ist.

## Verlauf
Die 39 Kilometer lange Hauptstrasse beginnt in Sarnen am Kreisel «Ei» als Abzweigung von der Brünigstrasse (Hauptstrasse 4). Vom gleichen Knoten aus führt die Schwanderstrasse (als Hauptstrasse 375) nach Stalden und von dort weiter als Nebenstrasse auf den Glaubenbergpass. Die Hauptstrasse 377 durchquert als Nordstrasse Gewerbe- und Wohnquartiere von Sarnen und erreicht nach der Autobahnzufahrt an der A8 das Gebiet der Gemeinde Kerns. In der Ortschaft zweigt die Melchtalerstrasse (Hauptstrasse 378) nach rechts ab, während die Hauptstrasse 377 als Stanserstrasse gegen Norden weiter führt. 2,5 Kilometer nördlich des Dorfes Wisserlen, das ein Ortsteil von Kerns ist, überquert die Strasse auf dem Schuttkegel des Mehlbachs und im Gebiet des grossen Kernwalds die Grenze zum Kanton Nidwalden. Der Wald ist seit dem Mittelalter die Grenzzone zwischen Ob- und Nidwalden.
In Nidwalden führt die Hauptstrasse durch die Ortschaften St. Jakob und Ennetmoos zum Kantonshauptort Stans, wo sie das Dorfzentrum passiert und mit einem Bahnübergang die Eisenbahnlinie nach Engelberg überquert. Ein Stück weit hat sie im Stanser Boden zusammen mit der Strasse von Luzern nach Engelberg (Hauptstrasse 374) einen gemeinsamen Verlauf. Am östlichen Rand des Gemeindegebiets von Stans führen beide Strassen zum zweispurigen Kreisel «Kreuzstrasse», einem gefährlichen Nadelöhr im Nidwaldner Strassennetz, in dessen Zentrum eine grosse Rotair-Seilbahngondel der Titlisbergbahn aufgestellt ist. Beim Kreisel befindet sich die Autobahnzufahrt «Stans Süd» an der A2, und dort zweigt zudem die Ennetbürgerstrasse als Nebenstrecke (Hauptstrasse 377.1) ab. Die Hauptstrasse 377 überquert parallel zur A2 nahe bei der historischen Fadenbrücke auf einer 1968 eröffneten Betonbrücke die Engelberger Aa (dazu die Liste der Brücken über die Engelberger Aa). An dem Kreisel «Fadenbrücke», der mit einem alten Pilatus-Flugzeug geschmückt ist, zweigt die Strasse zum Flugplatz Buochs ab.
Die Hauptstrasse 377 durchquert am Südufer des Vierwaldstättersees die Dörfer Buochs, wo sie wieder mit der Nebenroute (Hauptstrasse 377.1) verbunden ist und Beckenried und steigt dann mit einer steilen Rampe zur mehr als 300 Meter höher gelegenen Geländeterrasse mit dem Dorf Emmetten hinauf. Bei Sagendorf überquert sie den Choltalbach, und im Tal zwischen dem Berg Niederbauen Kulm und dem Brennwald erreicht sie auf der Höhe von 800 m ü. M. das Gebiet des Kantons Uri und unmittelbar danach auf 823 m ü. M. den höchsten Punkt im Streckenverlauf. Sie führt am Nordwesthang über dem Seelisbergsee vorbei nach Seelisberg und steigt nördlich dieser Ortschaft mit vielen Kurven durch das Gebiet Schattenhalb wieder an das Ufer des Vierwaldstättersees hinunter, wo sie bei der Schiffs- und Bahnstation Treib endet.

## Öffentlicher Verkehr
Die Abschnitte der Hauptstrasse 377 werden von verschiedenen Buslinien bedient.